# Niall Noigíallach
Niall Noigíallach eller Niall of the Nine Hostages (Niall af de ni gidsler) er en legendarisk overkonge af Irland. Han skal have været aktiv fra midten af 300-tallet til begyndelsen af 400-tallet. Ifølge irske middelalder krøniker døde han i år 405.
Tilnavnet af de ni gidsler har sammenhæng med at han skal have underlagt sig ni kongedømmer, og fået gidsler som pant på lydighed fra herskerne der. Ifølge de ældste traditioner handlede dette om de ni småkongedømmer (tuatha) i kongedømmet Oriel, senere traditioner mener det drejede sig om de fem femteparter af Irland, altså Ulaid, Connachta, Míde, Mumu og Laigin, samt Dál Riata, Caledonia, Strathclyde og Northumbria.
Han skal have været søn af overkongen Eochaid Mugmedonog Cairenn Chasdubh, en britisk kongedatter som var taget til slave. 
Han blev regnet som forfar til Uí Néill dynastierne, gennem sine sønner Conall Gulban, Endae, Eogan, Cairbre, Lóegaire, Maine of Tethba, Conall Cremthainne og Fiachu Fiachrach.